# Велика Річка (Троїцький район)
Велика Рі́чка (рос. Большая Речка) — село у складі Троїцького району Алтайського краю, Росія. Входить до складу Петровської сільської ради.

## Населення
Населення — 180 осіб (2010; 224 у 2002).
Національний склад (станом на 2002 рік):
- росіяни — 92 %